# Finále Grand Prix IAAF 1991
7. Finále Grand Prix IAAF – lehkoatletický závod, který se odehrál 20. září roku 1991 v Barceloně. 

## Výsledky

### Muži
| Disciplína      | 1. místo           | 2. místo                      | 3. místo                                 |
| Běh na 200 m    | Michael Johnson    | Frankie Fredericks            | John Regis                               |
| Běh na 400 m    | Roger Black        | Andrew Valmon                 | Danny Everett Steve Lewis Raymond Pierre |
| Běh na 1500 m   | Noureddine Morceli | Saïd Aouita Jens-Peter Herold |                                          |
| Běh na 5000 m   | Brahim Boutayeb    | Richard Chelimo               | Ibrahim Kinuthia                         |
| 3000 m překážek | Abdelaziz Sahere   | Moses Kiptanui                | Patrick Sang                             |
| 110 m překážek  | Tony Dees          | Renaldo Nehemiah              | Jack Pierce                              |
| Skok o tyči     | Sergej Bubka       | Kory Tarpenning               | Scott Huffman                            |
| Skok daleký     | Llewellyn Starks   | Larry Myricks                 | Mike Powell                              |
| Hod diskem      | Romas Ubartas      | Lars Riedel                   | Attila Horváth                           |
| Hod oštěpem     | Jan Železný        | Kimmo Kinnunen                | Vladimir Sasimovich                      |

### Ženy
| Disciplína     | 1. místo                    | 2. místo             | 3. místo              |
| Běh na 100 m   | Merlene Otteyová            | Gwen Torrenceová     | Mary Onyali           |
| Běh na 800 m   | Ana Fidelia Quirotová       | Ljubov Gurinová      | Charmaine Crooks      |
| Běh na 1 míli  | Natalya Artyomova           | Doina Melinteová     | Hassiba Boulmerka     |
| Běh na 3000 m  | Tetjana Samolenková         | Margareta Keszegová  | Susan Sirma           |
| 400 m překážek | Sandra Farmerová-Patricková | Sally Gunnellová     | Margarita Ponomaryova |
| Skok do výšky  | Heike Henkelová             | Stefka Kostadinovová | Inga Babakovová       |
| Vrh koulí      | Chuang Č’-chung             | Natalja Lisovská     | Astrid Kumbernussová  |